# Marta López Herrero
Marta López Herrero, née le 4 février 1990 à Malaga, est une handballeuse internationale espagnole évoluant au poste d'ailière droite 

## Biographie
Au CJF Fleury Loiret Handball à partir de 2012, elle jouait auparavant dans le club espagnol de BM Alcobendas. À la fin de la saison 2013, elle est élue meilleure ailière droite du championnat de France lors de la Nuit du handball. 
Avec l'équipe d'Espagne, elle participe aux jeux olympiques de 2012 où elle remporte une médaille de bronze. 
Non conservée à l'issue de son contrat en 2016 après une saison compliquée, elle retourne en Espagne et s'engage avec Bera Bera.

## Palmarès

### En équipe nationale
Jeux olympiques
- médaille de bronze aux Jeux olympiques de 2012 à Londres

championnats d'Europe
- finaliste au championnat d'Europe 2014

championnat du monde
- finaliste au championnat du monde 2019

autres
- finaliste au championnat d'Europe jeunes en 2007[7]

### En club
compétitions continentales
- Coupe d'Europe des vainqueurs de coupe (C2) :
  - Vice-championne en 2025 (avec Fleury Loiret)

compétitions nationales
- Championnat de Roumanie (2) :
  - Championne en 2019 (avec SCM Râmnicu Vâlcea), 2022 (ro) (avec Rapid Bucarest)
  - Vice-championne en 2023 (ro), 2024 (ro) (avec Rapid Bucarest)
- Coupe de Roumanie (1) :
  - Vainqueure en 2020 (avec SCM Râmnicu Vâlcea)
  - Finaliste en 2018, 2019 (avec SCM Râmnicu Vâlcea)
- Championnat de France (1) :
  - Championne en 2015 (avec Fleury Loiret)
  - Vice-championne en 2013, 2016 (avec Fleury Loiret)
- Coupe de France (1) :
  - Vainqueure en 2014 (avec Fleury Loiret)
- Coupe de la Ligue (2)  :
  - Vainqueure en 2015, 2016 (avec Fleury Loiret)
  - Finaliste en 2014 (avec Fleury Loiret)
- Championnat d'Espagne :
  - Vice-championne en 2017 (es) (avec BM Bera Bera)
- Coupe de la Reine (d'Espagne) :
  - Finaliste en 2017 (es) (avec BM Bera Bera)
- Supercoupe d'Espagne (1) :
  - Vainqueure en 2016-17 (avec BM Bera Bera)

### Distinctions individuelles
- élue meilleure ailière droite du championnat de France (2) : 2013, 2014